# César Manrique
César Manrique (Haría, 24 aprile 1919 – Teguise, 25 settembre 1992) è stato un artista e architetto spagnolo.

## Biografia

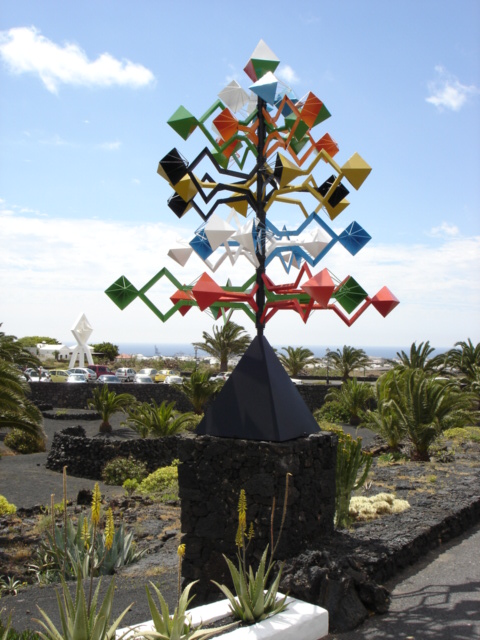
Mosaico di César Manrique

Nacque nel 1919 ad Haria, paese dell'isola di Lanzarote, nell'arcipelago delle Canarie. Manrique fu un artista poliedrico, pittore, scultore, architetto, ecologista, conservatore del patrimonio artistico, disegnatore urbanistico e paesaggistico. Convinse i suoi compaesani ad investire nel turismo, senza però cadere negli errori commessi in altre zone del paese o del pianeta, impedendo di deturpare il paesaggio con costruzioni che non sarebbero state in tono con la natura vulcanica dell'isola. 
Lanzarote fu decisiva nella sua vita e nella sua opera, fonte di buona parte del suo immaginario pittorico, paesaggio del suo vissuto di bambino e di enorme significato per la sua percezione posteriore del mondo. È anche il luogo ove eseguì gran parte dei suoi interventi spaziali nonché il territorio ove implementò un modello d’intervento che avrebbe definito la configurazione attuale dell'isola. 

### Opera plastica

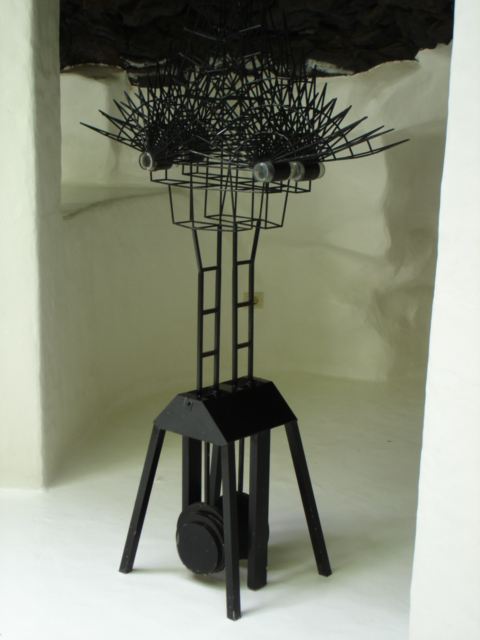

Conclusi gli studi presso l'Accademia di Belle Arti di San Fernando a Madrid ove visse dal 1945 al 1964‚ espone con frequenza la propria opera pittorica sia in Spagna sia all'estero. Ne è buona prova la sua partecipazione alla XXVIII e alla XXX Biennale di Venezia (1955 e 1960) e alla III Biennale ispano-americana dell'Avana (1955) ove fu presente con opere astratte.
Dopo un soggiorno di vari mesi a Parigi nei primi anni Cinquanta, l'artista imbocca la strada dell'arte non figurativa. Alcuni anni più tardi, influenzato, tra l'altro, da Fautrier e Dubuffet, la sua opera‚ alla pari di quella di alcuni pittori spagnoli quali Antoni Tàpies, Lucio Muñoz, Manuel Millares, ecc.‚ si lega all'informalismo. I suoi quadri smettono qualsivoglia allusione alla realtà e, spinto dalla sua vocazione astratta, Manrique indaga le qualità della materia fino a farne la protagonista indiscussa delle sue composizioni e si manterrà fedele a questo linguaggio plastico nell'arco della sua carriera creativa.
Dopo numerosi viaggi in varie parti del mondo, nel 1964, César Manrique si trasferisce a New York ove i vincoli di amicizia con esponenti del mondo culturale americano gli consentono di conoscere in prima persona l'espressionismo astratto di Rothko e Pollock, il pop di Warhol e Rauschenberg, l'arte cinetica, ecc. l’avvicinamento a questi movimenti d'avanguardia lo dotano di una cultura visiva essenziale per il suo percorso creativo futuro.
Nel corso del suo soggiorno, vive intensamente il vigore e l'atmosfera chiassosa della città ove inizierà a eseguire i suoi primi collages, tecnica che lo condurrà verso nuove possibilità plastiche. Inoltre, suscita l'interesse della gallerista Catherine Viviano che gli dedica tre mostre personali presso la sua galleria nel 1966, 1967 e 1969.
A caratterizzare la sua attività plastica, sempre materica e astratta, sarà la sperimentazione della materia nonché l'interesse per il colore che riprende il vigore e la tintura della tappa degli anni Cinquanta. Negli anni Settanta, introduce richiami figurativi pur se non si tratta mai di una figurazione nel senso stretto del termine. Dopo l'uso di questi riferimenti, i suoi dipinti si aprono a varie possibilità espressive che si accentuano con l'inserimento di nuovi materiali quali tele, cartoni e ima mentre la sua opera pittorica viene puntualmente esposta nelle sale in Spagna, Germania, Belgio, Svizzera, ecc.

### Opera pubblica a Lanzarote

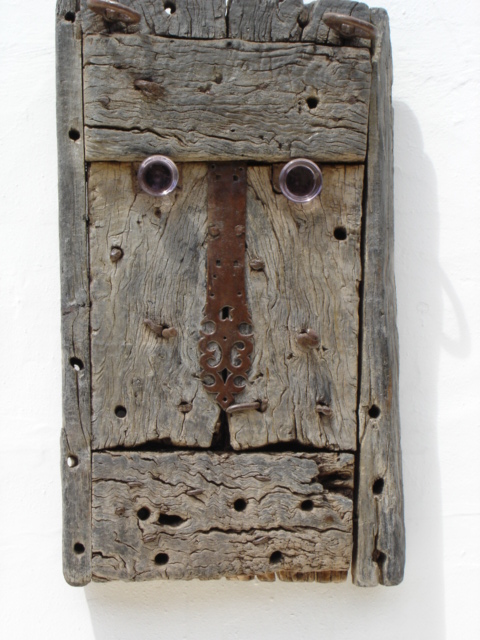

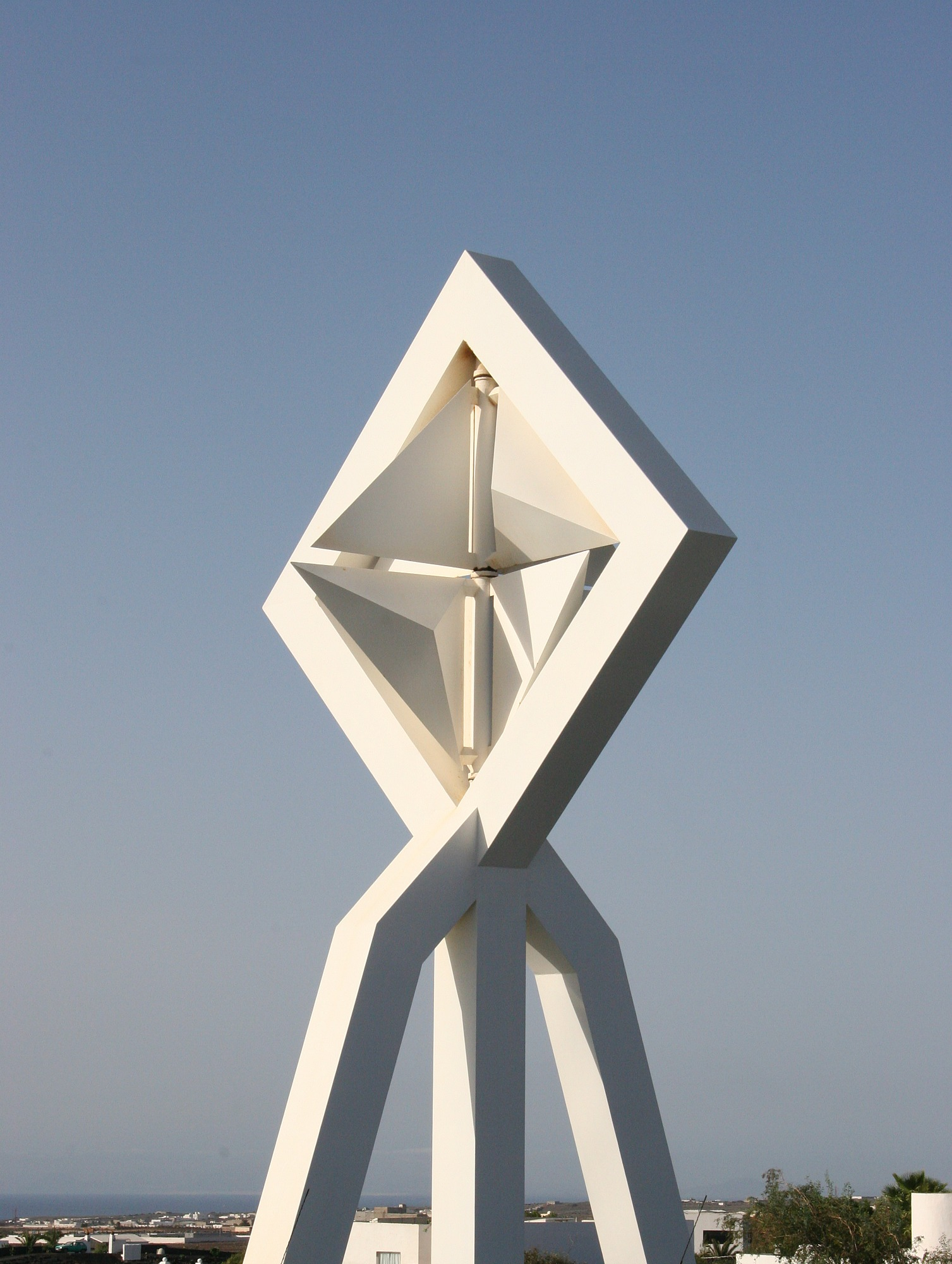

Nel 1966, Manrique ritorna definitivamente a Lanzarote dove si stabilisce. Su tale isola, in cui lo sviluppo turistico è in fase di decollo, promuove un modello d'intervento sul territorio in chiave di sostenibilità, teso a tutelare il patrimonio naturale e culturale insulare. I risultati da lui raggiunti furono decisivi ai fini della dichiarazione di Lanzarote quale Riserva della Biosfera da parte dell'UNESCO nel 1993. Nel 1974, pubblica il libro-catalogo Lanzarote Arquitectura inédita, in cui raccoglie le varie tipologie ed elementi architettonici locali, allo scopo di contribuire alla tutela dell'architettura autoctona.
Parallelamente all'impegno nei riguardi del territorio isolano, César Manrique fa in modo che nella propria attività creativa trovino spazio altre espressioni artistiche. Elabora, ad esempio, un nuovo pensiero estetico, denominato Arte-Natura/Natura-Arte. Sulla base di tale definizione, sostiene, per la sua opera, il concetto di arte totale, in cui pittura, scultura, murales e architettura vengono inseriti in spazi selezionati della natura, al cui carattere si adattano grazie all'intervento dell'artista. Riesce a materializzare tale punto di partenza nei propri interventi spaziali, esempio singolare di arte pubblica e di paesaggismo in Spagna: Jameos del Agua, la sua casa di Tahiche‚ odierna sede della Fondazione César Manrique, Mirador del Rio, Jardín de Cactús.
Oltre alla sua opera a Lanzarote, elabora varie proposte su altre isole‚ Costa Martiánez (Puerto de la Cruz, Tenerife), Mirador de El Palmarejo (La Gomera), Mirador della Pena (El Hierro). Oltre i confini dell'arcipelago delle Canarie, interviene a Ceuta‚ Parque Marítimo del Mediterraneo, che non poté concludere personalmente‚ Madrid centro commerciale Madrid-2, LaVaguada‚ ecc. Si tratta di interventi, sostanzialmente di opere pubbliche‚ belvedere, giardini, ripristino di spazi degradati, lavori di ristrutturazione del litorale, ecc.‚ in cui, al pari dei progetti di Lanzarote, viene proposto un dialogo rispettoso con la natura e in cui si coniugano i valori architettonici della tradizione
locale e le concezioni moderne. Si configurano, così, paesaggi oggetto d'intervento in cui il cittadino può contemplare lo spettacolo della natura nonché entrare in contatto con la medesima.
Grazie alla sua attività artistica e ambientale a Lanzarote, Cesar Manrique fu insignito di vari premi tra cui spiccano il Goslarer Monchehaus-Preis fur Kunst und Umwelt 198l (Goslar, l98l), Premio Europa Nostra (1985) e il Fritz Schumacher della Fondazione F.S.V. (Amburgo, 1989).

### Opera scultorea

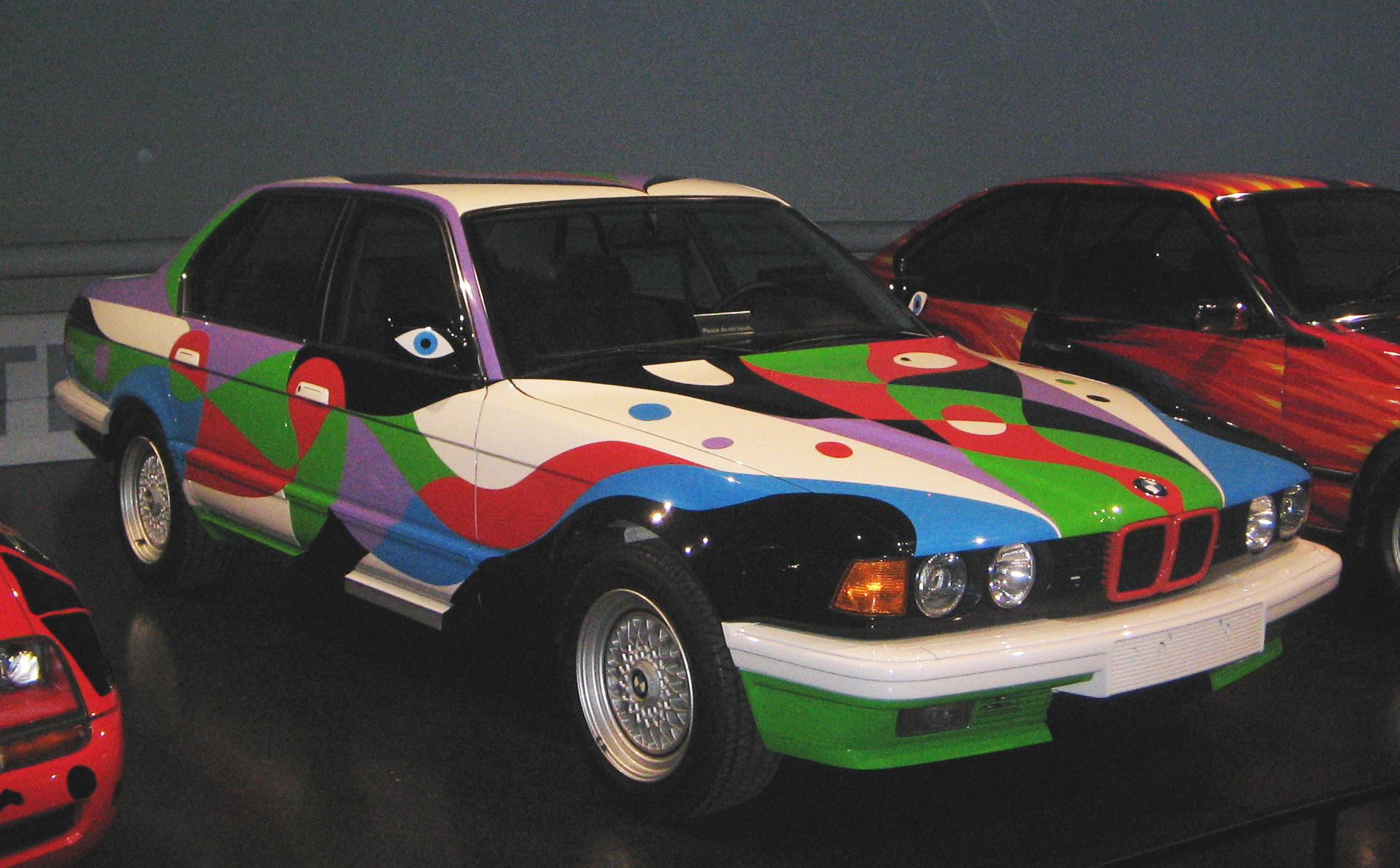
BMW Art Car (BMW 730i) del 1990 al BMW Museum

Pur se avviata alla fine degli anni Cinquanta, la sua produzione di sculture acquisisce maggiore presenza nella sua attività negli ultimi anni Settanta. ideate, per lo più, per farne uso nei suoi interventi spaziali e, pertanto, soggette alle esigenze estetiche del complesso, a differenza della sua pittura, si aprono a vari linguaggi‚ post-dada, post-cubista, pop, arte cinetica. La sua immaginazione si riversò su materiali quali ferro, legno, alberi, cemento
armato e oggetti rinvenuti.

### Arte totale
Coltivatore di diversi linguaggi creativi‚ pittura, scultura, urbanistica, arte pubblica‚ nel complesso della produzione artistica di Cesar Manrique, è ravvisabile una palpabile volontà d'integrazione con la natura. Proposito sincretistico‚ e totalizzante‚ arte totale, come definito da lui stesso esplicato nella progettazione di spazi pubblici. In definitiva, uno sforzo di armonizzazione che non si richiama soltanto alla sua passione per la bellezza ma anche per la vita.

### Morte
Manrique morì nel 1992 in un incidente stradale. Lasciò la sorella gemella Amparo, deceduta poi nel 2018, a 99 anni.